# Kilmaurs
Kilmaurs ist ein Dorf mit 2833 Einwohnern in der Council Area East Ayrshire im Südwesten Schottlands. Es liegt östlich des Carmel Water und etwa drei Kilometer nördlich von Kilmarnock an der A735.

## Geschichte
Die Ursprünge Kilmaurs liegen südlich des Carmel Water bei einem Gebäude namens Kilmaurs Place, das erst um das Jahr 1620 errichtet wurde. An dieser Stelle oder in unmittelbarer Nähe standen allerdings schon seit dem 12. Jahrhundert verschiedene andere Gebäude, wie Wohnhäuser und Wehranlagen. Noch heute gibt es in Kilmaurs eine Kirche aus dem Jahr 1170. Kilmaurs Place war Sitz der Earls von Glencairn und erhielt die Royal Charter (Gründungsurkunde) 1527.

## Wirtschaft und Infrastruktur
Die wichtigsten Wirtschaftszweige von Kilmaurs im 19. und frühen 20. Jahrhundert waren neben der Landwirtschaft (Getreidemühlen) die Herstellung von Maschenwaren sowie die Kohlebergwerke in der näheren Umgebung. Heute werden neben Maschenwaren vor allem Milchprodukte in Kilmaurs hergestellt. Seit den sechziger Jahren ist Kilmaurs durch den Zuzug von Pendlern als Vorort der Einzugsgebiete Kilmarnock und Glasgow stetig gewachsen.

## Kultur und Sehenswürdigkeiten
Kilmaurs Place wurde im 17. Jahrhundert an der Stelle des heute restlos verschwundenen Kilmaurs Castle errichtet. Zu den früheren Bewohnern gehörte der 9. Earl of Glencairn und die Montgomeries of Eglinton. Heute ist Kilmaurs Place in privatem Besitz, kann aber von dem öffentlichen Park aus, in dem es liegt, besichtigt werden.
Nahe Kilmaurs liegt Rowallan Castle, das in seiner heutigen Form erst am Anfang des 20. Jahrhunderts von der Familie Corbett errichtet wurde. Es liegt in unmittelbarer Nähe zu den Ruinen eines Schlosses der Muirs aus dem frühen 16. Jahrhundert.

## Persönlichkeiten
Der schottische Arzt und Biologe John Boyd Orr (1880–1971) wurde in Kilmaurs geboren. Er erhielt 1949 den Friedensnobelpreis.